# Saint-Vigor-des-Mézerets
Saint-Vigor-des-Mézerets era una comuna francesa situada en el departamento de Calvados, de la región de Normandía, que el 1 de enero de 2017 pasó a ser una comuna delegada de la comuna nueva de Terres-de-Druance al fusionarse con las comunas de Lassy y Saint-Jean-le-Blanc.

## Demografía
| Gráfica de evolución demográfica de Saint-Vigor-des-Mézerets entre 1800 y 2014 |
|                                                                                |

Los datos demográficos contemplados en este gráfico de la comuna de Saint-Vigor-des-Mézerets se han cogido de 1800 a 1999 de la página francesa EHESS/Cassini, y los demás datos de la página del INSEE.